# Внешняя политика Гайаны
Внешняя политика Гайаны — это общий курс Гайаны в международных делах. Внешняя политика регулирует отношения Гайаны с другими государствами. Реализацией этой политики занимается министерство иностранных дел Гайаны.

## История
Международные отношения бывшей Британской Гвианы после обретения независимости были ориентированы на Содружество наций. Гайана поддерживала отношения с приграничными государствами, но с остальной частью Латинской Америки не было налажено существенных контактов. Внешняя политика Гайаны основывалась на пяти принципах: Движение неприсоединения, поддержка левых сил во всем мире, содействие экономическому единству в англоязычном Карибском бассейне, противодействие режиму апартеида и защита территориальной целостности Гайаны при урегулировании пограничных споров с Венесуэлой и Суринамом.
C 1964 по 1969 год Народный национальный конгресс Гайаны была правящей партией в Гайане и для того, чтобы уменьшить влияние Народной прогрессивной партии, проводила прозападную политику. С 1970 по 1985 год правительство Гайаны придерживалось политики неприсоединения, но при этом решительно поддерживала менее развитые страны и социалистические движения. Гайана установила дипломатические отношения и символические экономические связи с коммунистическими правительствами в Восточной Европе, Советским Союзом и Кубой. В 1985 году к власти в Гайане пришел президент Десмонд Хойт, который стал уделять меньше внимания социалистическим странам для того, чтобы получить экономическую помощь от западных стран.
В 1970-х и начале 1980-х годов у Гайаны установились тесные отношения с Кубой. В 1972 году страны установили дипломатические отношения, Куба согласилась предоставить Гайане медицинские инструменты, врачей и обеспечить подготовку медицинских кадров. В 1973 году лидер Гайаны Форбс Бёрнхем прилетел на одном самолете с Фиделем Кастро на конференцию в Алжир. В августе 1973 года Фидель Кастро прибыл в Гайану с официальным визитом, а Форбс Бёрнхем посетил Кубу в апреле 1975 года, где был награждён Орденом «Хосе Марти». После вторжения Соединённых Штатов Америки на Гренаду Форбс Бёрнхем дистанцировался от Кубы, опасаясь вторжения США в Гайану. При президенте Гайаны Десмонде Хойте отношения с Кубой были достаточно тесными, но не дружескими.
В июне 1972 года Гайана установила дипломатические отношения с Китайской Народной Республикой. В 1975 году Китай согласился предоставить беспроцентные кредиты Гайане и импортировать боксит и сахар из этой страны. В 1976 году Советский Союз назначил своего посла в Джорджтауне. В 1983 году Форбс Бёрнхем совершил официальные государственные визиты в Болгарию и Китай, с целью получить дополнительную экономическую помощь для страны. Быстро меняющийся мир 1990-х годов создал многочисленные проблемы для правительства Гайаны. Два десятилетия правления Форбса Бёрнхема привели к упадку демократического уклада страны и установлению тесных связей с социалистическими странами, что сопровождалось поддержкой левых сил во всем мире. Преемник Бёрнхема Десмонд Хойт был вынужден получать финансовую поддержку со стороны стран Запада для восстановления экономики, а также начал разрушать связи с социалистическими странами и умерил левую риторику. Падение коммунистических правительств в начале 1990-х годов только ускорило эту тенденцию. В итоге получение финансовой помощи и установление более тесных отношений со странами Запада, особенно с Соединёнными Штатами, привели к реформам в экономике и установлению демократических институтов в стране.